# Kil, Tjörns kommun
Kil är en bebyggelse på norra Tjörn i Valla socken i Tjörns kommun. Från 2015 avgränsar SCB här en småort.